# Экономика Башкортостана
Экономика Башкортостана — совокупность видов экономической деятельности и отраслей в народном хозяйстве Республики Башкортостан, одном из ведущих регионов России.
Экономика Башкортостана имеет многоотраслевую структуру. Отраслями специализации промышленности являются топливно-энергетический комплекс, нефтеперерабатывающая, химическая и нефтехимическая промышленность, машиностроение, лесная промышленность и другие.
По объёму добычи нефти Башкортостан занимает 9‑е место в Российской Федерации, по её переработке и производству нефтепродуктов — 1‑е (7—16 % переработки нефти, производства автомобильного бензина, дизельного топлива и топочного мазута), по выпуску троллейбусов — 4‑е, автобусов — 5‑е место; производит 19 % выпускаемой в РФ каустической соды, 53 % изобутиловых и бутиловых спиртов, 58 % кальцинированной соды, является единственным отечественным производителем белой сажи и пищевой соды. Республика имеет развитую инфраструктуру, строительный комплекс.

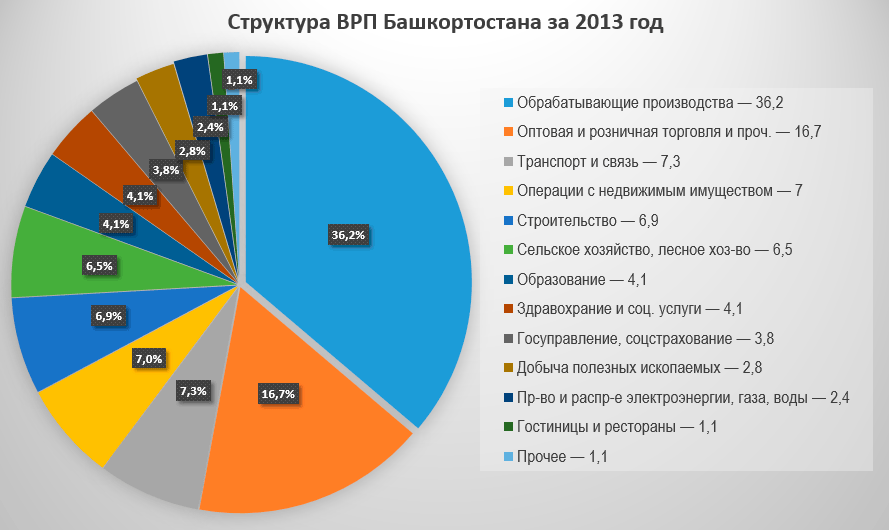
Структура ВРП Башкортостана за 2013 год

## Валовый региональный продукт
Башкортостан — один из ведущих регионов РФ по объёму ВРП. По данным Росстата, валовый продукт республики составлял:
| Год  | ВРП, млрд. руб | Год  | ВРП, млрд. руб |
| ---- | -------------- | ---- | -------------- |
| 1998 | 56,529         | 2009 | 647,912        |
| 1999 | 97,654         | 2010 | 759,2          |
| 2000 | 145,125        | 2011 | 941,024        |
| 2001 | 166,975        | 2012 | 1149,4         |
| 2002 | 187,842        | 2013 | 1163,2         |
| 2003 | 242,921        | 2014 | 1260,01        |
| 2004 | 310,845        | 2015 | 1316,598       |
| 2005 | 381,647        | 2016 | 1337,978       |
| 2006 | 505,206        | 2017 | 1410,203       |
| 2007 | 590,054        | 2018 | 1673,696       |
| 2008 | 743,133        |      |                |

## Развитие экономики
Развитие экономики Башкортостана обусловлено следующими факторами:
1. Регион богат полезными ископаемыми. Общее число месторождений минеральных ресурсов превышает три тысячи. Это нефть, газ, уголь, руды чёрных металлов (железные руды, марганец, хромиты); руды цветных металлов (медь, свинец, алюминий, цинк, золото, бокситы); руды редких металлов (вольфрам, олово); неметаллические ископаемые (горный хрусталь, флюорит, исландский шпат, серный колчедан, барит, силикаты, кремнезём, асбест, тальк); драгоценные, поделочные и природные камни (малахит, яшма, гранит).
2. Регион обладает значительными запасами лесных ресурсов. Общая площадь земель лесного фонда Башкортостана — 6,2 млн га, в том числе покрытая лесом — 5 млн га. Общие запасы древесины в лесах республики оцениваются в 717,9 млн м³.
3. Земельный фонд региона составляет 14,3 млн га. Наибольший удельный вес в структуре земель республики приходится на сельскохозяйственные угодья. Основные сельскохозяйственные районы республики расположены в умеренно тёплой агроклиматической зоне. Площадь сельскохозяйственных угодий составляет более 7 млн га.
4. Регион обладает значительным запасом подземных и наземных водных ресурсов. Около 13000 рек общей протяжённостью свыше 57 тыс. км и более 2700 озёр, прудов и водохранилищ общей площадью 427 км². На территории республики функционируют более 90 водохранилищ, наиболее крупными являются Павловское, Нугушское, Кармановское, Юмагузинское.
5. Наличие Уральских гор, целебных минеральных вод, лечебных грязей способствует созданию в регионе курортов и санаториев: санатории «Янган-Тау», «Зелёная Роща», «Красноусольск», «Юматово» (единственная в стране кумысолечебница), «Якты-Куль», «Ассы», а также широкой сети туристических баз с разнообразными видами отдыха: конно-верховой, горнолыжный, сплав по рекам.

## История
В начале XX века в пределах границ современного Башкортостана промышленность была представлена более 100 предприятиями, в том числе 40 мельницами, 30 пивоваренными и спиртоводочными (в г. Стерлитамаке), 28 чугунолитейными и железоделательными заводами, ткацкой и несколькими швейно-галантерейными фабриками, кожаном заводами.

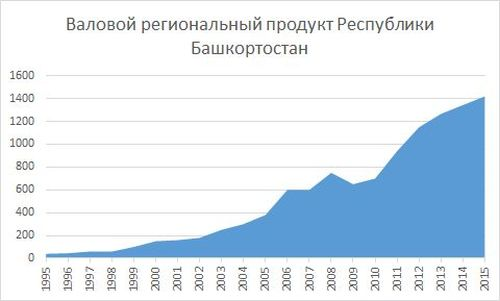
Динамика ВРП в РБ

В годы Гражданской войны экономике республики был нанесён серьёзный урон: в 1923—1924 годах промышленность выпускала только 30 % довоенного объёма продукции. В 1926 республика по выпуску валовой продукции перешагнула довоенный уровень, в последующие годы промышленность Башкортостана развивалась сравнительно высокими темпами (в %: в 1913 — 1,0; в 1940 — 10; в 1950 — 41; в 1960—186; в 1970—478; в 1980—983; в 1990—1221).
В 1929 году по инициативе академика И. М. Губкина ГИНИ направил в БАССР три геологические партии, одна из них под руководством геолога А. А. Блохина работала на территории современного города Ишимбая. 16 мая 1932 года нефтяная скважина № 702 дала большой фонтан нефти, что послужило образованию нефтедобывающей промышленности региона и появлению нефтяной компании «Башнефть».
За годы 1-й пятилетки к 1934 основные промышленно-производственные фонды увеличились в 2,5 раза, выпуск продукции в 2,3 раза. В 1936 году в нынешних границах города Ишимбая было основано первое предприятие по переработке нефти — Ишимбайский нефтеперегонный завод, — послужившее началу освоения нефтеперерабатывающей промышленности региона.
В годы Великой Отечественной войны регион стал одним из важнейших районов перебазирования промышленности страны. В 1941—1942 годах в БАССР было эвакуировано около 100 заводов и фабрик, госпитали, наркоматы нефтяной промышленности, связи. В 1941—1943 годах в Уфе работали Академия наук СССР, союзы писателей, композиторов, художников Украинской ССР, высшие учебные заведения. В отраслевой структуре промышленности ведущее место принадлежало машиностроению и металлообработке. Промышленность была перестроена на выпуск оборонной продукции. Так Белорецкий металлургический комбинат выпускал сталь для танков, на Уфимском паровозоремонтном заводе выпускались корпуса бомб, мин и снарядов, Нижне-Троицкая суконная фабрика изготовляла ткани для военного обмундирования.
В период индустриального освоения богатых природных ресурсов (40 — 80-е годы) промышленная продукция Башкортостана увеличилась в 81 раз.
При этом к 1990-м годам 97 % собственности (заводов, шахт, фабрик) на территории БАССР принадлежало союзным, республиканским (РСФСР) министерствам и ведомствам. Доля отчислений с этих предприятий в бюджет региона была невесомой. Согласно статье 137 Конституции БАССР её бюджет был зависим от общероссийского. По данным статистики, в расчёте на одного человека в БАССР выделялось капитальных вложений на жильё на 20 — 25 % меньше, чем по РСФСР в среднем, в результате чего республика занимала по данному показателю 52-е место в России.
При переходе с 1992 года к капиталистическому укладу экономики в регионе началось акционирование предприятий. Часть из них закрылись, не выдержав конкуренции со стороны китайских производителей (товары народного потребления, производство биноклей, одежды и др.), некоторые сменили ассортимент выпускаемой продукции.
В 1990-х годах Башкортостан совместно с другими регионами страны поддержала становление экономической самостоятельности как региона. В результате этого республика приобрела особый бюджетный статус, который позволял ей c 1991 по 1993 годы практически не перечислять налоги в федеральный бюджет. После его отмены перечисления в федеральный бюджет Башкортостана в 2011 году составили около 90 млрд рублей.
27 ноября 1990 года была создана Торгово-промышленная палата Республики Башкортостан.
В 1994 году было подписано соглашение между Правительством Российской Федерации и Правительством Республики Башкортостан «О бюджетных взаимоотношениях в 1994—1995 годах». Согласно ему для реализации экологических программ и принятых ранее решений по охране окружающей среды в республиканский бюджет должны были зачисляться акцизы на спирт, водку и ликёро-водочные изделия, нефть и газ, плата за землю и специальный налог. С 1994 года с территории региона началось перечисление налогов в федеральный бюджет, хотя их доля в собранных в республике налогах оставалась гораздо ниже среднероссийской.
Масштабную инвестиционную деятельность в Башкортостане ведёт ОАО «Газпром». В 2006—2011 годах компания направила на газификацию региона более 1,75 млрд руб. На эти средства построено 13 межпоселковых газопроводов общей протяжённостью около 250 км. Уровень газификации составляет 84,3 %, в среднем по России — 63,1 %. Общий объём капиталовложений компании на территории региона за этот срок составил около 21 млрд рублей.
В 2008 году ОАО «Газпром» приобрело контрольный пакет акций (53,93 % или $1,04 млрд.) ОАО «Салаватнефтеоргсинтез», ранее принадлежавшее правительству Башкирии, что гарантирует поставку предприятию сырья на долгие годы вперёд.
В 2009 году в РБ принята стратегия социально-экономического развития Башкортостана до 2020 года в соответствии с концепцией долгосрочного социально-экономического развития Российской Федерации на период до 2020 года.
Приток иностранных инвестиций за 2012 год почти удвоился — с 313 до 596 миллионов долларов. Два года подряд (в 2011 и 2012) Башкортостан был признан рейтинговым агентством «Эксперт РА» регионом с минимальными экономическими рисками.
По итогам 2012 года ВРП республики составил 1 триллион 65 миллиардов рублей. Согласно прогнозу к 2016 году показатель превысит 1,6 триллиона рублей. Рост валового регионального продукта в рублях частично объясняется постоянным обесцениванием рубля (в 8 раз на 2011 год по отношению к 1997 году).
В 2015 году в Уфе были проведены саммиты ШОС и БРИКС. Для подготовки к саммиту республиканский бюджет выделил около 2 млрд рублей, 2,5 млрд — федеральный. На эти деньги были произведены капитальный ремонт улиц, ремонт трассы Уфа—Оренбург и автодороги Уфа—аэропорт, строительство гостиниц, снос ветхих домов, подготовка волонтёров и другие мероприятия.

## Отрасли промышленности

1. Производство нефтепродуктов 2. Производство пищевых продуктов 3. Добыча других полезных ископаемых. 4. Добыча нефти и газа. 5. Электроэнергетика 6. Другие виды деятельности 7. Машиностроение 8. Металлургия 9. Производство стройматериалов 10. Химическое производство

Центрами промышленного производства Башкортостана являются города Уфа, Стерлитамак, Салават, Ишимбай и Нефтекамск. На предприятиях этих городов производится более половины объёма всей промышленной продукции Башкортостана.
Значительная доля в структуре промышленного производства приходится на топливно-энергетический комплекс (ТЭК). Его доля в общерегиональном объёме отгруженной продукции составляет до 50 %; полученной прибыли — около 70 %; поступлений в консолидированный бюджет республики — порядка 40 %; инвестиций в основной капитал — свыше 30 %; валютных поступлений — более 80 %. ТЭК Башкортостана является также значительной составной частью национальной экономики России. В прошлом году доля республики в российском объёме добычи нефти составила 2,2 %, первичной переработки нефти — 11,4 %,
производства автомобильных бензинов — 16,2 %, дизельного топлива — 14,2 %, выработки электрической энергии — 2,6 %, тепловой — 3,6 %.

### Нефтедобыча
В республике разведано 191 месторождение нефти и газа, из них в разработке находится 161 месторождение.
В 1955 году Башкирская АССР вышла на первое место в стране по добыче нефти. Максимальный уровень в 47,8 млн тонн был достигнут в 1967 году. Почти на протяжении десяти лет уровень добычи удерживали на отметке 40 млн тонн нефти в год.
В настоящее время уровень добычи значительно снизился (11,8 милл. т. в 2007 г.), но недра обладают значительным потенциалом. При сложившемся уровне добычи обеспеченность разведанными запасами нефти составляет около 25 лет.
Ведущее нефтегазодобывающее предприятие Башкирии — ПАО «Акционерная нефтяная компания „Башнефть“», базирующееся в г. Москве. Оно ведёт свою работу в лице своего дочернего предприятия «Башнефть-Добыча» (нефтегазодобывающие управления «Ишимбайнефть», «Краснохолмскнефть», «Уфанефть», «Аксаковнефть», «Чекмагушнефть», «Арланнефть», «Туймазанефть»). На долю «Башнефти» приходится более 98 % республиканского объёма добычи нефти и практически весь объём добываемого газа.

### Нефтехимическая промышленность

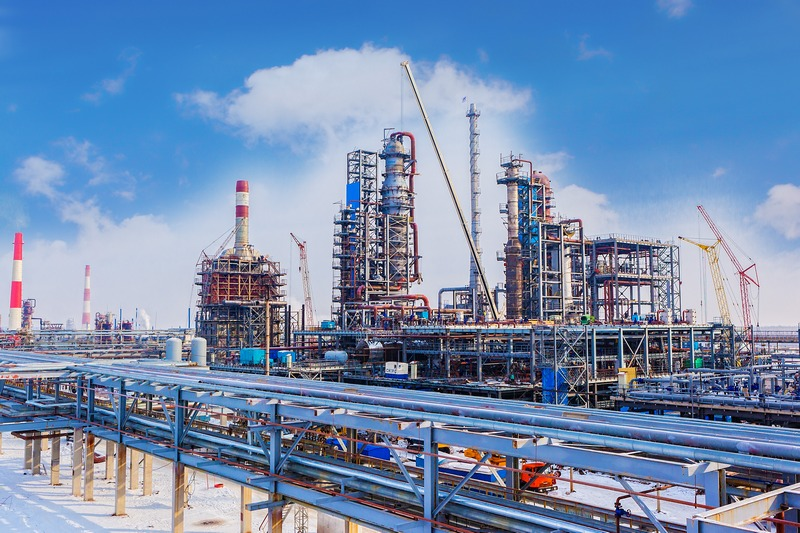
Газпром нефтехим Салават

В Башкирии вырабатываются высококачественные сорта автомобильных бензинов, керосина, дизельного топлива, минеральные удобрения. Предприятия региона выпускают половину объёма кальцинированной соды (ОАО «Башкирская содовая компания» в г. Стерлитамаке), бутиловых и изобутиловых спиртов России, более четверти химических средств защиты растений, пятую часть каустической соды, шестую часть автомобильного бензина, дизельного топлива и синтетических каучуков, седьмую часть синтетических смол и пластмасс, восьмую часть полиэтилена, десятую часть топочного мазута. В регионе находится крупнейшее в России предприятие по производству катализаторов (ООО «Ишимбайский специализированный химический завод катализаторов» в г. Ишимбае).
Ведущие предприятия:
- «Башнефть-Уфанефтехим», «Башнефть-УНПЗ» и «Башнефть-Новойл» в г. Уфе
- ОАО «Уфаоргсинтез» (производство полиэтилена высокого давления (ПВД), полиэтилена низкого давления (ПНД), полипропилена (более 70 марок), синтетического и гидролизного этилового спирта и прочих химических продуктов) в г. Уфе
- ОАО «Газпром нефтехим Салават» (производство бензина, минеральных удобрений, ракетного топлива) в г. Салавате
- ОАО «Стерлитамакский нефтехимический завод» в г. Стерлитамаке
- ОАО «Башкирская содовая компания» в г. Стерлитамаке

### Машиностроение и металлообработка

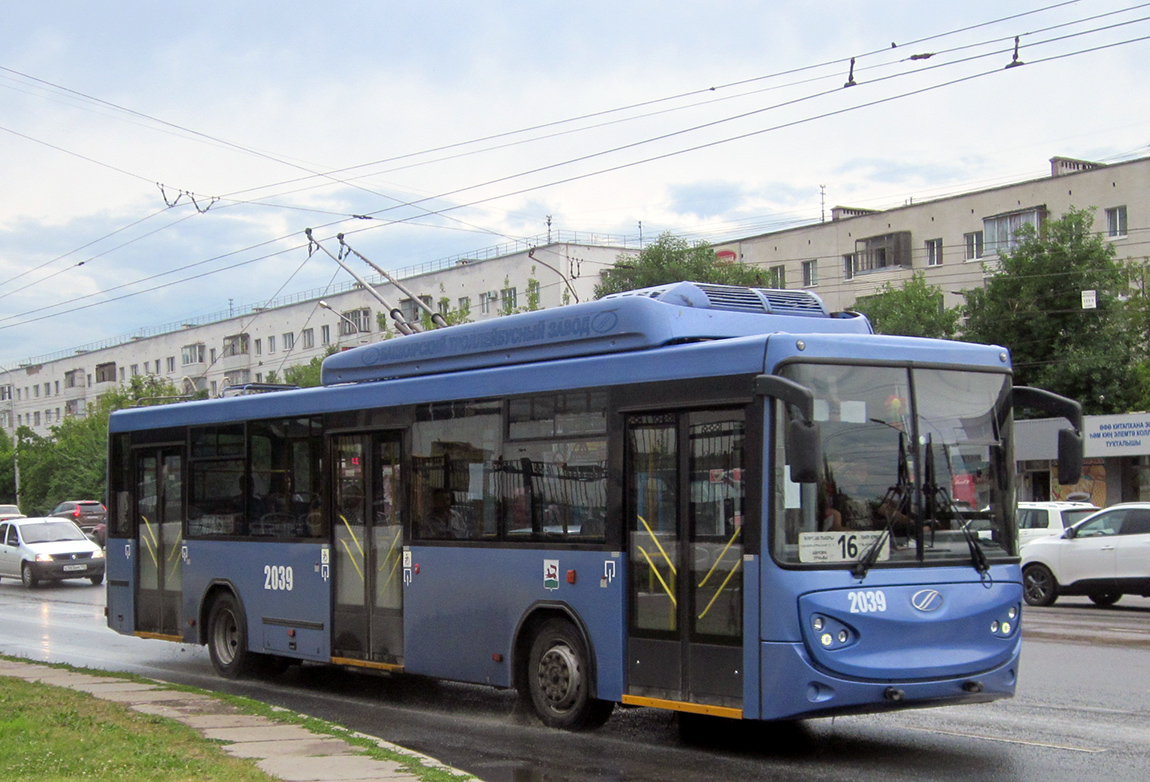
БТЗ-52763 Башкирского троллейбусного завода на улицах Уфы

В машиностроительном комплексе региона около 300 крупных и средних предприятий. На них производится оборудование для предприятий нефтедобычи, нефте- и газопереработки, химии и нефтехимии (ОАО «Ишимбайский машиностроительный завод», ООО «Идель Нефтемаш» в г. Ишимбае, ОАО «Салаватнефтемаш» в г. Салавате), металлургических производств, сельского хозяйства, вертолётостроение (ОАО «Кумертауское авиационное производственное предприятие» в г. Кумертау), производство вездеходов (АО «Машиностроительная компания „Витязь“» в г. Ишимбае), автобусов («НЕФАЗ» в г. Нефтекамске) и троллейбусов (ОАО «Башкирский троллейбусный завод» в г. Уфе).
Мощной производственной базой, уникальным оборудованием и технологией производства обладают промышленные и научные предприятия оборонно-промышленного комплекса. Разработаны и постоянно совершенствуются производства авиационных и автомобильных двигателей, вертолётов, автобусов и троллейбусов. Развиты электротехническая промышленность, приборо- и станкостроение.

### Металлургия
В республике действует Белорецкий металлургический комбинат.

### Пищевая промышленность
Пищевая промышленность Башкирии вырабатывает все продукты питания, необходимые населению региона. Это продукция предприятий мясной, молочной, кондитерской, ликёроводочной, пивоваренной, чайной отраслей промышленности, а также башкирский мёд.
Крупнейшими предприятиями являются ОАО «Башспирт» (Стерлитамакский спиртоводочный комбинат, Уфимский вино-водочный завод), Карламанский молочно-консервный комбинат, Уфимский мясоконсервный комбинат, Мелеузовский МКК, Белорецкий рыбозавод и др.

### Энергетика

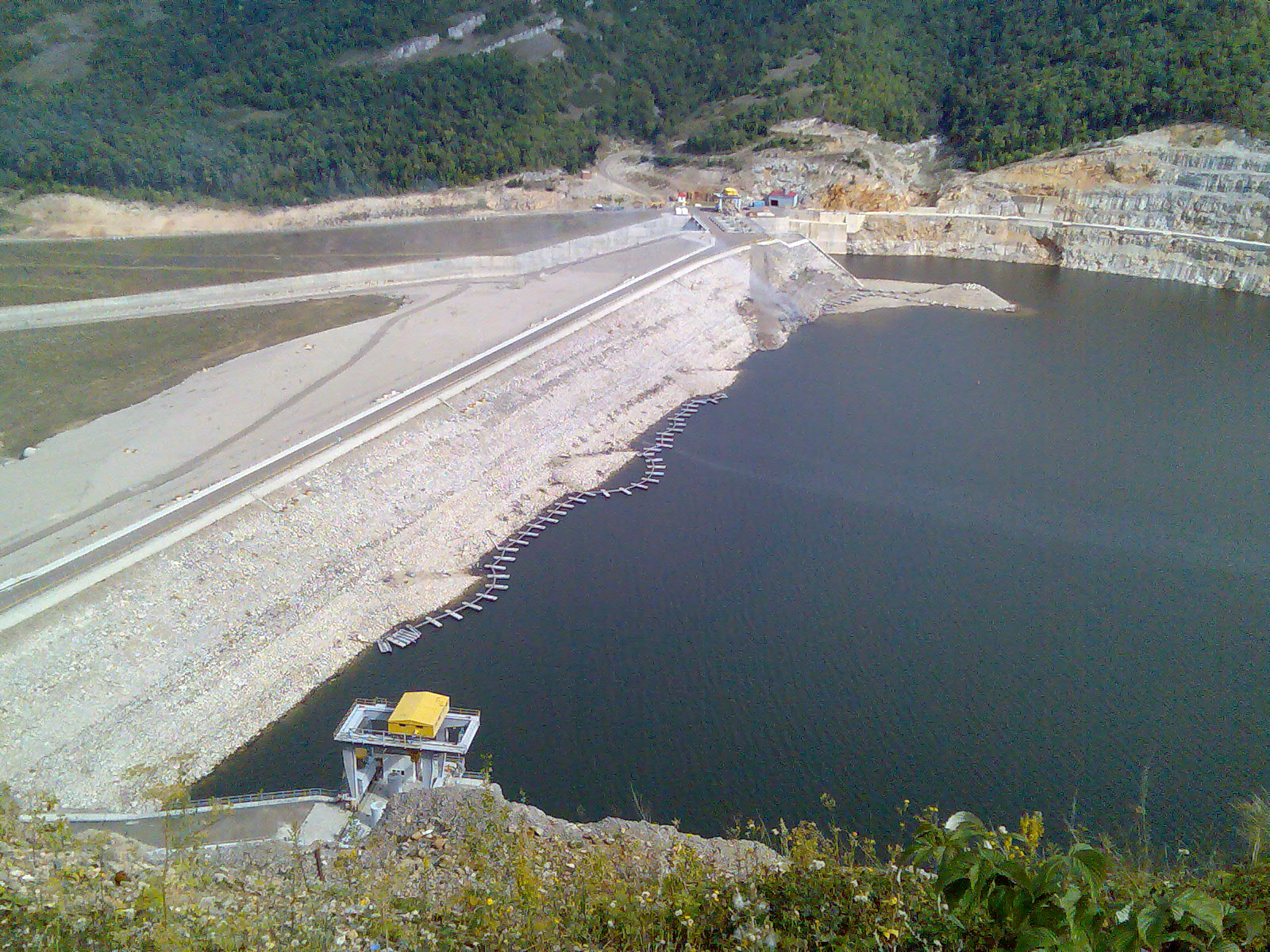
Дамба Юмагузинской ГЭС

Башкортостан обладает развитой энергетической базой и обеспечивает необходимую потребность в электро- и теплоэнергии на региональном уровне. Системообразующее предприятие отрасли — ОАО «Башкирская электросетевая компания» — вырабатывается порядка 25 млрд кВт⋅ч электрической энергии и около 30 млн. Гкал тепловой энергии.
Доля ОАО «Башкирская электросетевая компания» в регионе более 90 % по электрической энергии и около 50 % по тепловой энергии.
В составе генерирующих мощностей энергосистемы Башкортостана — одна государственная районная электрическая станция (ГРЭС), одиннадцать теплоэлектроцентралей (ТЭЦ), в том числе газопоршневая Зауральская ТЭЦ, две гидроэлектростанции (ГЭС), включая Юмагузинскую ГЭС мощностью 45 МВт, пять газотурбинных установок, семь газопоршневых агрегатов, одна ветроэлектростанция (Опытно-экспериментальная ветроэлектростанция в деревне Тюпкильды Туймазинского района мощностью 2,2 МВт), восемь малых ГЭС и одна солнечная электростанция, запущенная в Хайбуллинском районе.
Установленная электрическая мощность всех генерующих энергосистем республики составляет 4 295 МВт, установленная тепловая мощность — 13 141 Гкал/ч (2011г.).
В 2000-е велись разговоры о возможном возобновлении строительства Башкирской АЭС. Однако, по словам главы «Росатома», запуск Башкирской АЭС до 2020 года экономически нецелесообразен.
На территории южных районов республики планируется создание четырёх солнечных электростанций мощностью от 5 до 25 мВт.

## Сельское хозяйство

По общему объёму продукции сельского хозяйства Башкортостан занимает 3-е место среди регионов России.
В 2011 году объём валовой продукции сельского хозяйства составил 103,9 млрд рублей (103,5 млрд руб. в 2008г). Наряду с крупнотоварным сектором экономики развивается и частный сектор аграрного производства. Сегодня личные подсобные хозяйства населения и крестьянские (фермерские) хозяйства дают около 2/3 всей валовой продукции сельского хозяйства. Среднемесячная заработная плата работников сельского хозяйства республики составляет 9976,9 руб. (2011 г.).
[[Файл:Земельный фонд Республики Башкортостан.png|thumb|Земельный фонд Республики Башкортостан на 01.01.2003 (в процентах)]]
В республике развиты традиционные отрасли животноводства: скотоводство, свиноводство, овцеводство, козоводство, птицеводство. Развиваются коневодство, кумысоделие, звероводство, рыбоводство, бортничество. В республике обитает медоносная дикая пчела «Бурзянка». Она отличается от своих сородичей не только потрясающей морозостойкостью (выживает после 56-градусных морозов), но и необычайной устойчивостью к различным заболеваниям и удивительной работоспособностью. В настоящее время генофонд уникальной бортевой пчелы находится под угрозой исчезновения. Для расширения и сохранения мест обитания «бурзянки» на территории Бурзянского района был создан крупнейший в республике заказник «Алтын солок», что в переводе с башкирского означает «Золотая борть».
Сельское хозяйство региона специализируется на выращивании пшеницы, ржи, овса, ячменя, проса, гречихи. Также успешно возделываются технические культуры: сахарная свекла, подсолнечник. Производство картофеля и овощей сосредоточено преимущественно в частном секторе аграрной экономики. Развито садоводство, тепличное хозяйство.
Большой урон сельскому хозяйству республики был нанесён засухой в 2010 году. В 2012 году в Башкортостане также стоит жаркая и сухая погода.
В регионе имеются водные ресурсы для развития рыбоводства. В районе озера Якты-Куль в Абзелиловском районе Башкортостана планируется создание хозяйства по производству ценных видов сиговых рыб.
См. также Земельный вопрос в Башкортостане.

## Транспорт

### Железнодорожный
Башкирский регион Куйбышевской железной дороги — филиала ОАО «Российские железные дороги» является одним из самых крупных её подразделений. Ежегодно здесь перевозится более двадцати миллионов тонн грузов и около четырнадцати миллионов пассажиров. Ежедневно с реконструированного железнодорожного вокзала в Уфе отправляется фирменный поезд № 40 «Москва — Уфа».
Общая длина железных дорог общего пользования Башкортостана составляет 1475 км (2000г). Главной железнодорожной артерией региона служит электрифицированная магистраль Самара — Уфа — Челябинск. От магистрали ответвляется другая широтная магистраль Чишмы — Ульяновск — Инза. В районе Уфы к магистрали примыкает магистраль Карламан — Белорецк — Магнитогорск. На северо-западе территория региона выходит к электрифицированной двухпутной магистрали Москва — Казань — Екатеринбург, представляющей кратчайший путь между Средним Уралом и Центром.
Важное районное значение имеет южное направление железной дороги Дёма — Мурапталово — Оренбург. Она была возведена ввиду освоения нефтяных месторождений в районе современного города Ишимбая. В 1934 году проложена ветка Дёма — Ишимбаево, а в последующем дорога была продолжена до линии, соединяющей с Оренбургом. В настоящее время однопутная железная дорога с двухпутными вставками на участке Дёма — Карламан электрифицирована, а на остальном участке обслуживается тепловозной тягой. Эта дорога обеспечивает кратчайшее сообщение Башкирии с Оренбургской областью, Западным Казахстаном, Средней Азией, Нижнем Поволжьем и Северным Кавказом. 26 % общей длины железных дорог региона относится к числу двухпутных, 2,5 % — к числу многопутных, остальная часть (71,5) — на долю однопутных, поезда на которых могут разъехаться только на узловых станциях.
Железнодорожным транспортом производится транспортировка продукции предприятий топливно-нефтяного комплекса региона.

### Водный
Регулярное судоходство развито на реке Белой. Судоходство существует около ста пятидесяти лет.
Оно осуществляется ОАО «Башкирское речное пароходство». Пароходство насчитывает свыше ста пятидесяти судов, осуществляющих пассажирские и грузовые перевозки.
Популярностью пользуются речные круизы по маршруту Москва — Уфа на комфортабельном двухпалубном теплоходе.
В 1950-60 годах по реке Белой производился сплав леса, необходимого для строительства.

### Воздушный

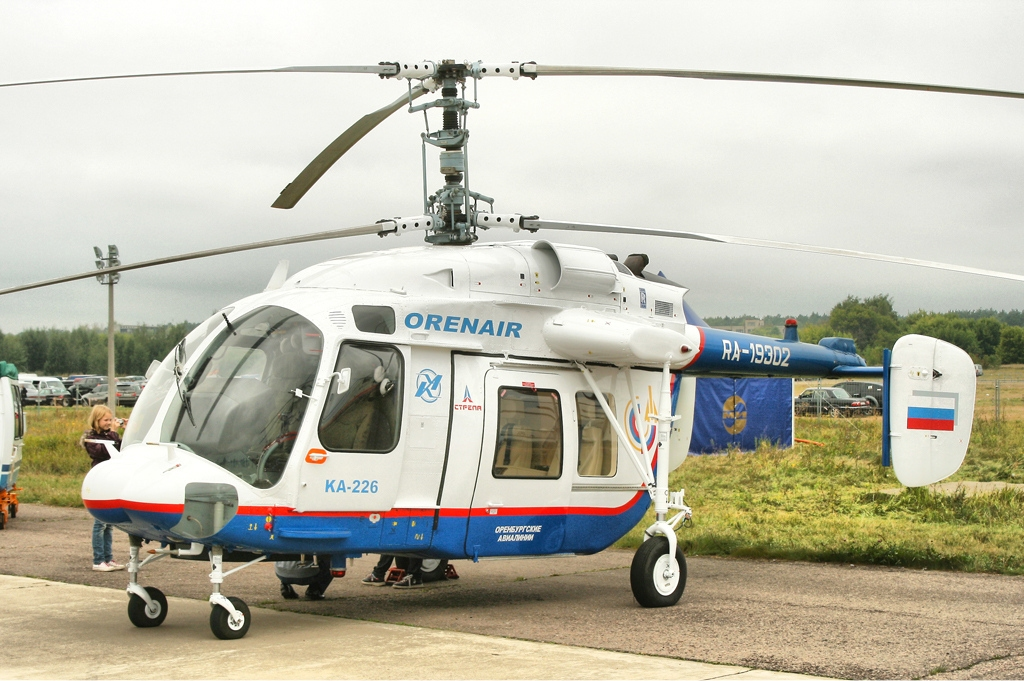
Ка-226, производящийся в Кумертау

В Башкортостане один крупный международный пассажирский аэропорт Уфа, действующий с 1938 года. Из аэропорта Уфа выполняются регулярные внутренние рейсы в 27 городов России, а также регулярные и чартерные международные рейсы в 16 городов мира.

### Трубопроводный
Хорошо развит трубопроводный транспорт; имеется множество магистральных газопроводов и нефтепроводов (Туймазы — Уфа, Ишимбай — Уфа, Ишимбай — Орск и др.).
По трубопроводам поступает нефть из Западной Сибири к крупнейшим нефтеперерабатывающим предприятиям Башкортостана.

### Автомобильный
В любой город республики можно добраться на автобусах из городов Уфы, Стерлитамака, Салавата. Общая протяжённость автомобильных дорог составляет двадцать пять тысяч километров, из них пятьсот километров составляют федеральные дороги.
Автопарк республики насчитывает более 1,2 миллиона единиц транспорта (2008г). Подавляющее большинство из них — легковые автомобили: около 900 тысяч. Свыше 130 тысяч составляют грузовики, 23 тысяч автобусов.

### Основные дороги
- Рязанское шоссе M5 «Урал» Москва — Челябинск E 30, AH6, AH7
- Автомобильная дорога федерального значения М7 «Волга». Москва — Владимир — Нижний Новгород — Чебоксары — Казань — Уфа.
- Автомобильная дорога федерального значения Р240 Уфа — Оренбург
- Автодорога Р316 Стерлитамак — Магнитогорск
- Автодорога Р361 Мелеуз — Магнитогорск

## Строительство
В 2011 году в республике сдано в эксплуатацию 14,5 тыс. зданий общей площадью 2607,9 тыс. м², из них 14,2 тыс. зданий — жилого назначения. Всего в 2011 году введено 2,1 млн м² жилья. По объёму вводимого жилья в 2011 году среди регионов Приволжского федерального округа республика находится на 2 месте (после Республики Татарстан).
Несмотря на высокие темпы жилищного строительства, обеспеченность жильём в среднем на одного жителя республики остаётся на низком уровне — 22,0 м² (2011 г.).
Цены на жильё в среднем за 1 м²: в Уфе — 50 тыс. р., в Стерлитамаке — 35 тыс. р, в Салавате — 25—30 тыс. р., остальных городах — 15—20 тыс. рублей.
В Башкортостане реализуются государственные программы по переселению граждан из аварийного жилищного фонда. В 2008—2011 годах реализованы шесть программ. Общий объём средств на переселение граждан составил 6,5 млрд рублей, в том числе средства Фонда содействия реформированию ЖКХ — 3,9 млрд. Расселено 14640 граждан из 546 многоквартирных аварийных жилых домов общей площадью 196,6 тысячи м². Для этого было приобретено 5072 жилых помещения в 122 многоквартирных строящихся домах.
Для полной ликвидации аварийного жилья в республике принято решение о продлении срока действия Фонда содействия реформированию ЖКХ до 2016 года.

## Финансы и торговля

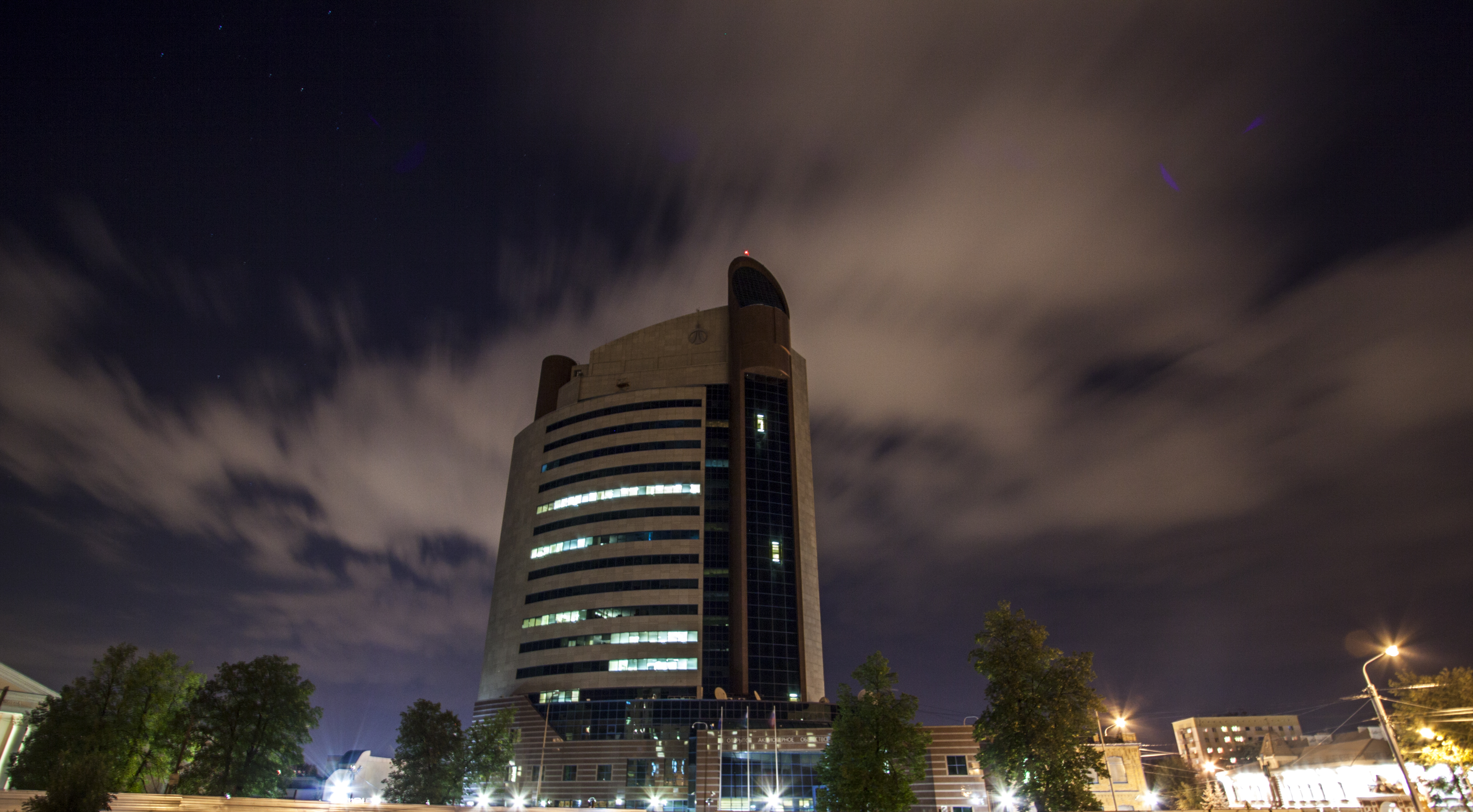
Здание банка «Уралсиб», ранее носившего название «БашКредитБанк»

В регионе действуют 59 кредитных организации (1 января 2019).
По общему количеству банковских подразделений, действующих на территории региона, Башкортостан занимает 2-е место в Приволжском федеральном округе и 5-е место — в Российской Федерации. Совокупный объём кредитов, выданных экономике региона за январь-июнь 2012 года, составил 298,8 млрд руб., субъектам малого и среднего предпринимательства было выдано кредитов на сумму 44,1 млрд рублей.
Остатки кредитов, выданных банками Российской Федерации населению Башкортостана, к 01.07.2012 достигли 150,4 млрд рублей.
Надзор за банками в регионе осуществляет Национальный банк Республики Башкортостан.

## Доходы населения

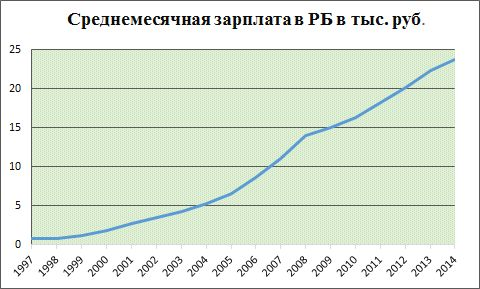
Динамика роста зарплаты в РБ

Начисленная среднемесячная зарплата одного работника в первом квартале 2012 года составила в Башкирии 18300 рублей (23780 р. в августе 2014 года). По размеру заработной платы республика отстаёт от среднероссийского уровня на 26 процентов, или на 6500 рублей и занимает пятое место среди регионов Приволжского федерального округа. При этом в республике с середины 90-х годов сохраняется 100 кратная и более разница в зарплатах у инженерно-технических работников и руководителей крупных акционерных обществ.

## Налоги и сборы, отчисления в федеральный бюджет
Башкортостан входит в число регионов-доноров. Перераспределение собранных на территории республики средств выглядит следующим образом:
| Год  | Собрано налогов, млрд рублей | Зачислено в территориальный бюджет | %    | Переведено в федеральный бюджет | %    |
| ---- | ---------------------------- | ---------------------------------- | ---- | ------------------------------- | ---- |
| 2014 | 221,5                        | 125,3                              | 56,6 | 96,2                            | 43,4 |
| 2015 | 266,3                        | 146,7                              | 55,1 | 119,6                           | 44,9 |

## Перспективы
Глава Башкортостана Рустэм Хамитов в 2012 году указал на первоочередные задачи, стоящие перед экономикой региона на ближайшее время:
- создание нефтепромышленного кластера на базе Южно-Башкортостанской агморерации (города Ишимбай, Салават и Стерлитамак)
- создание совместного с «РусГидро» и французской Alstom промышленного технопарка для машиностроителей
- строительство ГЭС на реке Уфе
- строительство металлургического завода полного цикла в Белорецком районе
- развитие малого и среднего бизнеса, рост зарплат, активизация строительного комплекса.
- строительство в Уфе предприятия «Кроношпан» по производству древесно-стружечных плит. Мощность предприятия до 2 млн м³. в год. В качестве сырья для предприятия в Башкортостане будет вырубаться лес. (Расчётная лесосека в РБ — вырубается 8 млн м³. в год)

.

## Импортозамещение
В 2014—2016 годах, в связи с отказом от продукции зарубежных поставщиков, обусловленных как высокими ценами на зарубежные товары, так и необходимостью защиты местных производителей от иностранных конкурентов, в республике проводится работа по выпуску необходимых внутреннему потребителю товаров силами производителей республики. Импортозамещение проводится в сельском хозяйстве, промышленности, фармацевтике, IT-индустрии.